# Plavání na mistrovství Evropy v plaveckých sportech 1991
Závody v plavání na mistrovství Evropy v plaveckých sportech za rok 1991 proběhly v Athénách, Řecko ve dnech 17. až 25. srpna 1991.

## Výsledky

### Individuální disciplíny
| Muži                 | Zlato                        | Zlato    | Stříbro                                  | Stříbro  | Bronz                                          | Bronz    |
| -------------------- | ---------------------------- | -------- | ---------------------------------------- | -------- | ---------------------------------------------- | -------- |
| 50 m volný způsob    | Nils Rudolph (GER)           | 22,33    | Gennadij Prigoda (URS)                   | 22,44    | Michael Fibbens (GBR) Volodymyr Tkačenko (URS) | 22,72    |
| 100 m volný způsob   | Alexandr Popov (URS)         | 49,18    | Nils Rudolph (GER)                       | 49,52    | Giorgio Lamberti (ITA)                         | 49,57    |
| 200 m volný způsob   | Artur Wojdat (POL)           | 1:48,10  | Giorgio Lamberti (ITA)                   | 1:48,15  | Roberto Gleria (ITA)                           | 1:48,74  |
| 400 m volný způsob   | Jevgenij Sadovyj (URS)       | 3:49,02  | Artur Wojdat (POL)                       | 3:49,09  | Giorgio Lamberti (ITA)                         | 3:50,46  |
| 1500 m volný způsob  | Jörg Hoffmann (GER)          | 15:02,57 | Ian Wilson (GBR)                         | 15:03,72 | Sebastian Wiese (GER)                          | 15:14,30 |
| 100 m znak           | Martín López-Zubero (ESP)    | 55,30    | Dirk Richter (GER)                       | 56,04    | Franck Schott (FRA)                            | 56,29    |
| 200 m znak           | Martín López-Zubero (ESP)    | 1:58.66  | Dirk Richter (GER) Vladimir Selkov (URS) | 2:00,18  | —                                              | —        |
| 100 m motýlek        | Vladislav Kulikov (URS)      | 54,22    | Martín López-Zubero (ESP)                | 54,30    | Nils Rudolph (GER)                             | 54,31    |
| 200 m motýlek        | Franck Esposito (FRA)        | 1:59,59  | Rafał Szukała (POL)                      | 2:01,01  | Christophe Bordeau (FRA)                       | 2:01,25  |
| 100 m prsa           | Norbert Rózsa (HUN)          | 1:01,49  | Adrian Moorhouse (GBR)                   | 1:01,88  | Gianni Minervini (ITA)                         | 1:02,41  |
| 200 m prsa           | Nicholas Gillingham (GBR)    | 2:12,55  | Norbert Rózsa (HUN)                      | 2:12,58  | Sergio López (ESP)                             | 2:13,40  |
| 200 m polohový závod | Lars Sørensen (DEN)          | 2:02,63  | Christian Geßner (GER)                   | 2:02,66  | Luca Sacchi (ITA)                              | 2:02,93  |
| 400 m polohový závod | Luca Sacchi (ITA)            | 4:17,81  | Patrick Kühl (GER)                       | 4:17,85  | Christian Geßner (GER)                         | 4:19,16  |
| Ženy                 | Zlato                        | Zlato    | Stříbro                                  | Stříbro  | Bronz                                          | Bronz    |
| 50 m volný způsob    | Simone Osygusová (GER)       | 25,80    | Catherine Plewinská (FRA)                | 25,84    | Inge de Bruijnová (NED)                        | 25,91    |
| 100 m volný způsob   | Catherine Plewinská (FRA)    | 56,20    | Karin Brienesseová (NED)                 | 56,44    | Simone Osygusová (GER)                         | 56,47    |
| 200 m volný způsob   | Mette Jacobsenová (DEN)      | 2:00,29  | Catherine Plewinská (FRA)                | 2:00,34  | Luminița Dobrescuová (ROU)                     | 2:01,77  |
| 400 m volný způsob   | Irene Dalbyová (NOR)         | 4:11,63  | Beatrice Coadăová (ROU)                  | 4:12,33  | Cristina Sossiová (ITA)                        | 4:12,35  |
| 800 m volný způsob   | Irene Dalbyová (NOR)         | 8:32,08  | Jana Henkeová (GER)                      | 8:32,25  | Cristina Sossiová (ITA)                        | 8:33,79  |
| 100 m znak           | Krisztina Egerszegiová (HUN) | 1:00,31  | Tünde Szabóová (HUN)                     | 1:01,11  | Dagmar Haseová (GER)                           | 1:02,41  |
| 200 m znak           | Krisztina Egerszegiová (HUN) | 2:06,62  | Tünde Szabóová (HUN)                     | 2:11,42  | Dagmar Haseová (GER)                           | 2:12,21  |
| 100 m motýlek        | Catherine Plewinská (FRA)    | 1:00,32  | Inge de Bruijnová (NED)                  | 1:01,64  | Therèse Lundinová (SWE)                        | 1:01,80  |
| 200 m motýlek        | Mette Jacobsenová (DEN)      | 2:12,87  | Sabine Herbstová (GER)                   | 2:14,72  | Berit Puggaardová (DEN)                        | 2:14,80  |
| 100 m prsa           | Alena Rudkovská (URS)        | 1:09,05  | Svitlana Bondarenková (URS)              | 1:09,99  | Tanja Dangalakovová (BUL)                      | 1:10,12  |
| 200 m prsa           | Alena Rudkovská (URS)        | 2:29,50  | Beatrice Coadăová (ROU)                  | 2:32,00  | Tanja Dangalakovová (BUL)                      | 2:32,09  |
| 200 m polohový závod | Daniela Hungerová (GER)      | 2:15,53  | Beatrice Coadăová (ROU)                  | 2:16,68  | Marion Zollerová (GER)                         | 2:17,43  |
| 400 m polohový závod | Krisztina Egerszegiová (HUN) | 4:39,78  | Beatrice Coadăová (ROU)                  | 4:44,67  | Ewa Synowská (POL)                             | 4:47,92  |

### Štafety
| Muži                   | Zlato | Zlato   | Stříbro | Stříbro | Bronz | Bronz   |
| ---------------------- | --- | ------- | --- | ------- | --- | ------- |
| 4×100 m volný způsob   | Sovětský svaz (URS) (Pavlo Chnykin, Gennadij Prigoda, Veniamin Tajanovič, Alexandr Popov)                                                                               | 3:17,11 | Německo (GER) (Silko Günzel, Nils Rudolph, Steffen Zesner, Dirk Richter)                                                                           | 3:18,31 | Švédsko (SWE) (Tommy Werner, Göran Titus, Anders Holmertz, Lars-Ove Jansson)                                                  | 3:20,42 |
| 4×200 m volný způsob   | Sovětský svaz (URS) (Dmitrij Lepikov, Vlad Pyšnenko, Veniamin Tajanovič, Jevgenij Sadovyj, (r)Jevgenij Logvinov)                                                        | 7:15,96 | Itálie (ITA) (Emanuele Idini, Roberto Gleria, Stefano Battistelli, Giorgio Lamberti, (r)Bruno Zorzan, (r)Emanuele Merisi, (r)Piermaria Siciliano)  | 7:18,30 | Německo (GER) (Steffen Zesner, Uwe Dassler, Christian Keller, Jörg Hoffmann, (r)Christian Tröger, (r)Sebastian Wiese)         | 7:19,13 |
| 4×100 m polohový závod | Sovětský svaz (URS) (Vladimir Selkov, Dmitrij Volkov, Vladislav Kulikov, Alexandr Popov, (r)Vladimir Šemetov, (r)Vasilij Ivanov, (r)Pavlo Chnykin, (r)Gennadij Prigoda) | 3:40,68 | Francie (FRA) (Franck Schott, Cédric Pénicaud, Bruno Gutzeit, Christophe Kalfayan)                                                                 | 3:42,15 | Maďarsko (HUN) (Tamás Deutsch, Norbert Rózsa, Péter Horváth, Béla Szabados)                                                   | 3:42,35 |
| Ženy                   | Zlato | Zlato   | Stříbro | Stříbro | Bronz | Bronz   |
| 4×100 m volný způsob   | Nizozemsko (NED) (Diane van der Plaatsová, Inge de Bruijnová, Marieke Mastenbroeková, Karin Brienesseová)                                                               | 3:45,36 | Německo (GER) (Daniela Hungerová, Katrin Meißnerová, Dagmar Haseová, Simone Osygusová, (r)Manuela Stellmachová)                                    | 3:45,54 | Dánsko (DEN) (Mette Nielsenová, Gitta Jensenová, Berit Puggaardová, Mette Jacobsenová, (r)Annette Poulsenová)                 | 3:46,36 |
| 4×200 m volný způsob   | Dánsko (DEN) (Annette Poulsenová, Gitta Jensenová, Berit Puggaardová, Mette Jacobsenová, (r)Eva Mortensenová)                                                           | 8:05,90 | Německo (GER) (Dagmar Haseová, Manuela Stellmachová, Simone Osygusová, Heike Friedrichová)                                                         | 8:10,26 | Nizozemsko (NED) (Ellen Elzermanová, Baukje Wiersmaová, Diane van der Plaatsová, Karin Brienesseová, (r)Kirsten Silvesterová) | 8:13,97 |
| 4×100 m polohový závod | Sovětský svaz (URS) (Natalija Krupská, Alena Rudkovská, Olena Kononenková, Jevgenija Jermakovová, (r)Natalija Šibajevová, (r)Svitlana Bondarenková)                     | 4:08,55 | Německo (GER) (Dagmar Haseová, Sylvia Geraschová, Katrin Meißnerová, Simone Osygusová, (r)Sandra Völkerová, (r)Jana Dörriesová, (r)Katrin Jäkeová) | 4:10,10 | Nizozemsko (NED) (Ellen Elzermanová, Kira Bultenová, Inge de Bruijnová, Karin Brienesseová, (r)Diane van der Plaatsová)       | 4:14,03 |

## Medailová bilance
V plavání se rozdělilo celkem 32 sad medailí.
| Pořadí | Stát                     |       | Muži    | Muži  | Muži  |         | Ženy  | Ženy  | Ženy    |       | Muži + Ženy | Muži + Ženy | Muži + Ženy | Celkem |
| Pořadí | Stát                     | Zlato | Stříbro | Bronz | Zlato | Stříbro | Bronz | Zlato | Stříbro | Bronz |             |             |             | Celkem |
| ------ | ------------------------ | ----- | ------- | ----- | ----- | ------- | ----- | ----- | ------- | ----- | ----------- | ----------- | ----------- | ------ |
| 1.     | Sovětský svaz (URS)      |       | 6       | 2     | 1     |         | 3     | 1     | 0       |       | 9           | 3           | 1           | 13     |
| 2.     | Německo (GER)            |       | 2       | 6     | 4     |         | 2     | 5     | 4       |       | 4           | 11          | 8           | 23     |
| 3.     | Maďarsko (HUN)           |       | 1       | 1     | 1     |         | 3     | 2     | 0       |       | 4           | 3           | 1           | 8      |
| 4.     | Dánsko (DEN)             |       | 1       | 0     | 0     |         | 3     | 0     | 2       |       | 4           | 0           | 2           | 6      |
| 5.     | Francie (FRA)            |       | 1       | 1     | 2     |         | 2     | 2     | 0       |       | 3           | 3           | 2           | 8      |
| 6.     | Španělsko (ESP)          |       | 2       | 1     | 1     |         | 0     | 0     | 0       |       | 2           | 1           | 1           | 4      |
| 7.     | Norsko (NOR)             |       | 0       | 0     | 0     |         | 2     | 0     | 0       |       | 2           | 0           | 0           | 2      |
| 8.     | Itálie (ITA)             |       | 1       | 2     | 5     |         | 0     | 0     | 2       |       | 1           | 2           | 7           | 10     |
| 9.     | Nizozemsko (NED)         |       | 0       | 0     | 0     |         | 1     | 2     | 3       |       | 1           | 2           | 3           | 6      |
| 10.    | Polsko (POL)             |       | 1       | 2     | 0     |         | 0     | 0     | 1       |       | 1           | 2           | 1           | 4      |
| 10.    | Spojené království (GBR) |       | 1       | 2     | 1     |         | 0     | 0     | 0       |       | 1           | 2           | 1           | 4      |
| 12.    | Rumunsko (ROU)           |       | 0       | 0     | 0     |         | 0     | 4     | 1       |       | 0           | 4           | 1           | 5      |
| 13.    | Bulharsko (BUL)          |       | 0       | 0     | 0     |         | 0     | 0     | 2       |       | 0           | 0           | 2           | 2      |
| 13.    | Švédsko (SWE)            |       | 0       | 0     | 1     |         | 0     | 0     | 1       |       | 0           | 0           | 2           | 2      |
| Celkem | Celkem                   |       | 16      | 17    | 16    |         | 16    | 16    | 16      |       | 32          | 33          | 32          | 97     |